# Maurice O'Fihely
Maurice O'Fihely, noto anche come Muiris Ó Fithcheallaigh o Mauritius de Portu o Maurizio Ibernico, (Clonfert/Baltimore 1460 circa – Galway, 25 marzo 1513), è stato un teologo e arcivescovo cattolico irlandese.

## Biografia
Secondo Lynch nacque a Clonfert nella contea di Galway, secondo Ware e Anthony nacque invece a Baltimore, nella contea di Cork.
Studiò all'Università di Oxford, città in cui entrò nell'Ordine dei Frati Minori. In seguito studiò all'Università di Padova, conseguendo la laurea in teologia. Dopo l'ordinazione sacerdotale divenne professore di filosofia dell'Università di Padova.
Per un certo periodo fu correttore di bozze presso due famosi tipografi veneziani dell'epoca, Ottaviano Scoto e Boneto Locatello. Era questo un incarico che si affidava a uomini particolarmente dotti e Maurice O'Fihely fu uno degli uomini più dotti del suo tempo, meritando l'epiteto di Flos mundi. Le sue abilità furono riconosciute dalla Chiesa cattolica e nel 1506 fu nominato arcivescovo di Tuam. Ricevette la consacrazione episcopale a Roma dalle mani di papa Giulio II.
Tuttavia, non ritornò in Irlanda fino al 1513, assistendo nel frattempo alle due sessioni del Concilio Lateranense V nel 1512. Ottenne un'indulgenza per tutti coloro che avessero partecipato alla sua prima messa a Tuam. Tuttavia, non riuscì mai a raggiungere Tuam, perché morì a Galway durante il viaggio, mentre era ospite del locale convento francescano.

## Genealogia episcopale
La genealogia episcopale è:
- Cardinale Guillaume d'Estouteville, O.S.B.Clun.
- Papa Sisto IV
- Papa Giulio II
- Arcivescovo Maurice O'Fihely

## Opere
Fu uno studioso delle opere di Duns Scoto e scrisse un commentario, edito a Venezia nel 1514.